# 천사들이 꿈꾸는 세상
《천사들이 꿈꾸는 세상》(프랑스어: La Vie rêvée des anges)은 1998년 개봉한 프랑스의 드라마 영화이다. 에릭 종카가 감독과 각본을 맡았다. 1999 세자르상 작품상·여우주연상, 1999 뤼미에르상 작품상·감독상·여우주연상 수상작이다.